# ハルツブルク戦線

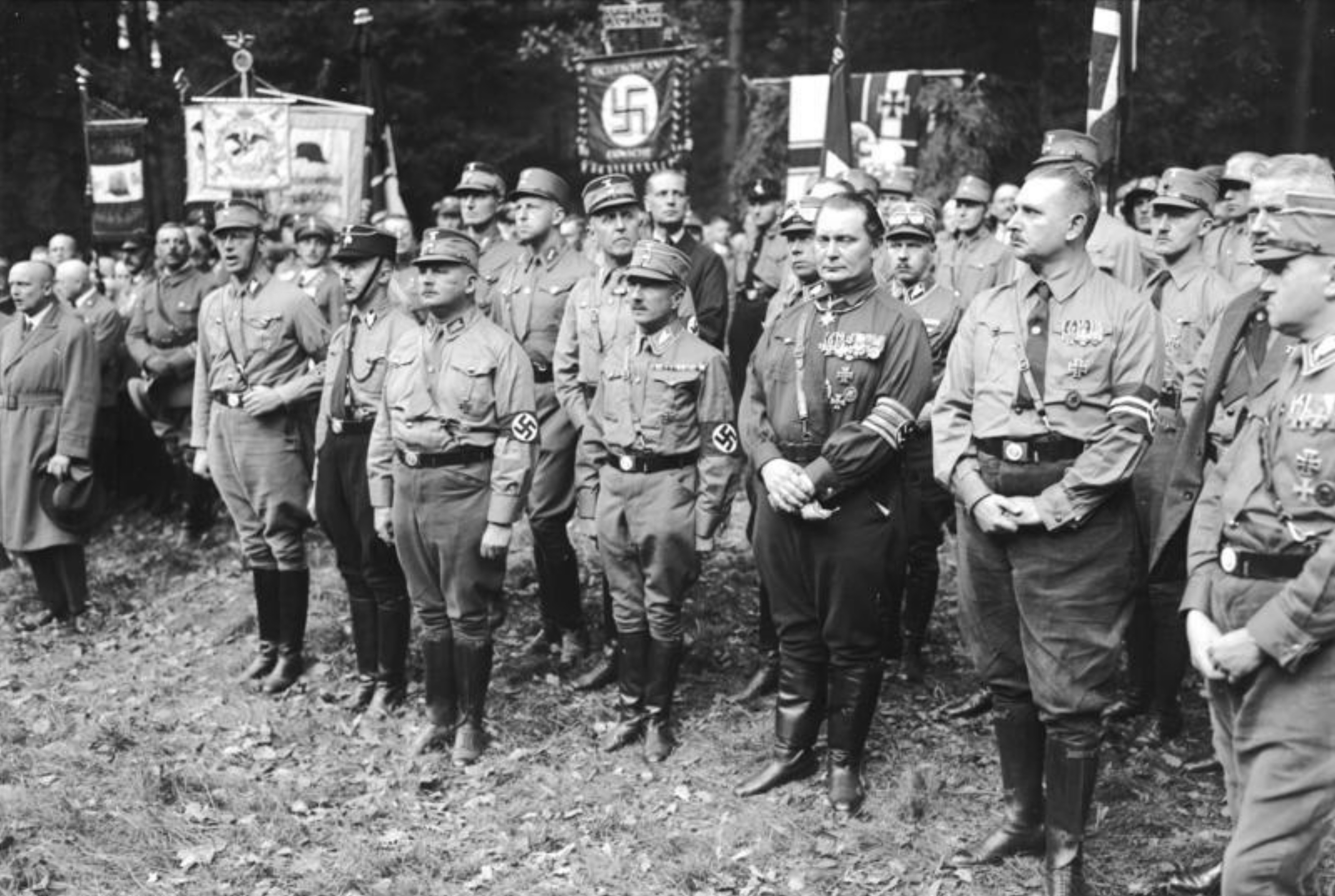
1931年10月11日、バート・ハルツブルクのナチ党代表団。1列目にヒムラー、レーム、ゲーリングの姿が見える。

ハルツブルク戦線（ハルツブルクせんせん、ドイツ語: Harzburger Front）は、ヴァイマル共和制下のドイツにおいて1931年に結成された、極右・反民主的政治同盟で、当時のドイツのメディア王アルフレート・フーゲンベルク率いるドイツ国家人民党  (DNVP) の他、アドルフ・ヒトラー率いるナチ党 (NSDAP)、鉄兜団、全国農村連盟および全ドイツ連盟が参加した。 

## イベント

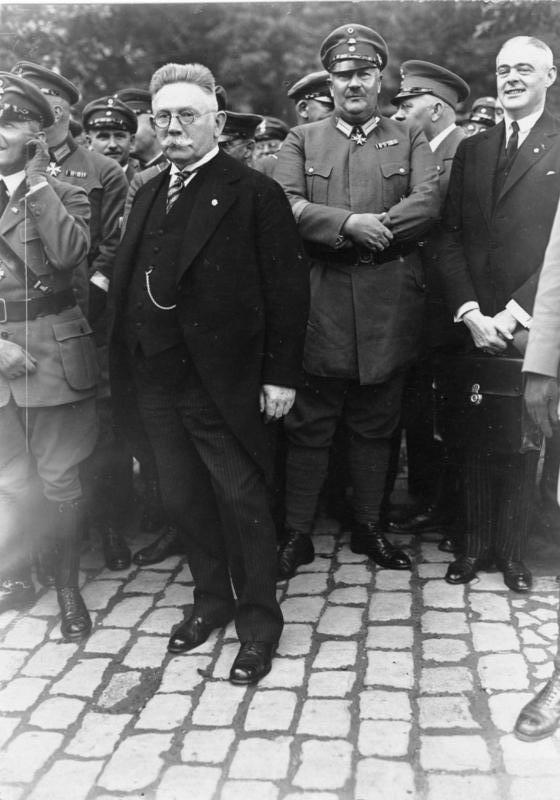
1931年10月10日、バート・ハルツブルクに集まったフーゲンベルクとアイテル・フリードリッヒ王子

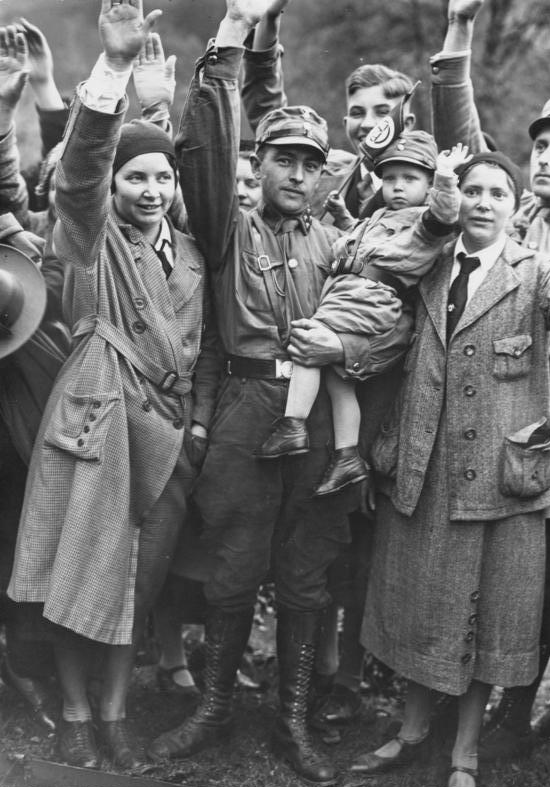
熱狂的なナチ党支持者。

1931年10月11日、ブリューニング内閣に対する国民的反対運動を組織するため、ブラウンシュヴァイク自由州の温泉町バート・ハルツブルク（Bad Harzburg）で開催された右派政治団体の代表者会議で設立された。首都ベルリンを含むプロイセン自由州はドイツ社会民主党が政権を握る左派勢力の拠点であり、ただでさえ厳格な集会許可手続きで許可を得るのは難しく、ドイツ共産党の暴力的な抗議行動も予想された。このため、開催地にはナチ党のディートリヒ・クラゲスが州内務大臣を務めるブラウンシュヴァイク自由州が選ばれた。開催に際して、現地の共産主義者は扇動と治安妨害の嫌疑で逮捕・起訴された。ハルツブルク市民の多くは、集会の経済効果もあって集会開催を支持していた。 
参加した組織は1929年にも戦時賠償に関するヤング案への反対キャンペーンで共闘しており、反民主主義的右派はヒトラーを味方だと考えていた。世界恐慌の影響で1930年3月に社会民主党のヘルマン・ミュラー首相率いる政府が退陣するとドイツでは正常な議院内閣制が機能しなくなり、元陸軍参謀総長・陸軍元帥として絶大な権威を誇ったパウル・フォン・ヒンデンブルク大統領の信任に頼る「大統領内閣」が政権を担当するようになった。ヒンデンブルクは中央党のハインリヒ・ブリューニングを首相に据え、国会の反発にはヴァイマル憲法第48条に基づく大統領緊急令を連発して対応した。しかしブリューニングは危機を収束させることができず、1930年9月のドイツ国会選挙でナチ党の得票率は15.7％増の18.2％と大躍進した。一方の国家人民党は7.3％減の7.0％と凋落し、右派勢力の中でナチ党が頭1つ抜け出していた。このことからヒトラーはわざわざ他の右派勢力と共闘する必要はないと考えており、バート・ハルツブルク行きも渋々承知したものであった。ヒトラーはフーゲンベルクを利用するつもりはあっても、手を貸したり助けてやるつもりはなかった。 
会合には国家人民党の他、ナチ党からは突撃隊（SA）幕僚長エルンスト・レーム、親衛隊（SS）全国指導者ハインリヒ・ヒムラー、国会議員団長ヘルマン・ゲーリングなど首脳陣が参加した。また、ホーエンツォレルン家からはヴィルヘルム2世の子息アイテル・フリードリヒとアウグスト・ヴィルヘルムを迎え、名だたるプロイセン貴族の他、鉄兜団からは団長フランツ・ゼルテとテオドール・デュスターベルク、カップ一揆の首謀者ヴァルター・フォン・リュトヴィッツ、元バルト防衛軍司令官リューディガー・フォン・デア・ゴルツ、元ヴァイマル共和国軍参謀総長でドイツ人民党の国会議員ハンス・フォン・ゼークト、全ドイツ連盟議長ハインリヒ・クラスが出席した。実業界からは鉄鋼王フリッツ・ティッセンの代理人も出席した。無党派ながらヤング案に抗議して前年にドイツ帝国銀行総裁を辞任し、ブリューニング内閣の経済・金融政策を激しく批判して人気を博していたヒャルマル・シャハト（実際には、首席代表として交渉にあたり、ヤング案を受け入れたのは他でもないシャハト本人であった）も参加した。一方で、招待された財界人や大企業の経営者らはほとんど欠席し、参加したのはルール鉱山のエルンスト・ブランディだけであった。 
フーゲンベルクは、ハルツブルクでの会合を、自らの指導の下で右派勢力を糾合し、翌年の大統領選挙への右派統一候補擁立と、その候補への同意を取り付ける場とするつもりであった。しかし、右派という以外は思惑もイデオロギーも異なる勢力を集めた会合で、そういった統一行動の合意が取れるはずもなかった。会合前日の夕方、ヒトラーは初めてヒンデンブルクと引見したが、これは相互に悪印象を与えるだけに終わった。続いてブリューニングとも会談したが決裂し、政府への一切の協力を拒否した。その夜、自らは政府に打撃を与え得る立場にあるという確信を持ってバート・ハルツブルクに向かった。ナチ党はフーゲンベルクらに不信と軽蔑の眼を向け、ナチ党の行動の独立性を損なうような合意を避けることを決めた。ナチ党はこの時点で既に、権力は自らの思い通りの条件で、指導者として奪取することを決定しており、ヒトラーは会合の最後まで誰かに同調することはなかった。結局、この会合で明らかになったのは、参加者にはブリューニング内閣とオットー・ブラウン率いるプロイセン自由州政府に対する敵意以外に共通項がないことだけだった。

## 余波
10月16日にハルツブルク戦線が合同で国会に提出したブリューニング内閣の不信任決議案の動議は失敗に終わった。一方、左派勢力の側ではハルツブルク戦線に対抗するため、国旗団、社会民主党 (SPD) および自由労働組合が1931年12月16日に鉄の同盟を結成した。しかし、結局はハルツブルク戦線はナチ党の強硬姿勢やフーゲンベルクが呼び込んだ諸党派の政治的目標およびイデオロギーの相違などから、ヴァイマル共和制に対して右派勢力として統一された反対姿勢を示すことができなかった。早くも1932年2月にはナチ党と国家人民党、鉄兜団との関係が決裂し、ヒトラーはフーゲンベルクを「社会的反動政策」を追求していると非難して独自路線に回帰した。この結果、ナチ党は1932年ドイツ大統領選挙にヒトラーを擁立した。一方、フーゲンベルクと彼に同調する保守勢力は第1回投票でテオドール・デュスターベルクを、第2回投票では現職のパウル・フォン・ヒンデンブルクを支持した。 
しかし、ブリューニング内閣が同年5月についに崩壊し、ヒンデンブルクが中央党のフランツ・フォン・パーペンに組閣を命じると両者は再び接近し、1933年1月30日にナチ党・国家人民党・鉄兜団の3党連立でナチ党の権力掌握の重要ステップであるヒトラー内閣が誕生した。ヒトラーは単なる議会第一党ではなく単独過半数を確保すべくフーゲンベルクらの反対を押し切って同年3月に国会選挙に打って出た。これに対して2月11日に国家人民党は鉄兜団および全国農村連盟と合同して選挙連合「戦線 黒白赤」(Kampffront Schwarz-Weiß-Rot、ドイツ帝国国旗の色を示す) を結成した。ここにようやく全ての右派勢力が実現したが、あまりに遅きに失していた。この選挙後にはヒトラーが全権委任法により権力を完全に掌握し、すべての政党が強制的同一化によって解体されてしまった。 

## 関連書籍
- Evans, Richard J., The Coming of the Third Reich (2003) Allen Lane; London
- Jones, Larry Eugene. “The Harzburg Rally of October 1931”. German Studies Review XXIX (3):  483–494.
- Mommsen, Hans, The Rise and Fall of Weimar Democracy (1989) University of North Carolina Press; Chapel Hill